# لئونارد ویلکاکس
لئونارد ویلکاکس (به انگلیسی: Leonard Wilcox) سناتور سابق عضو حزب دموکرات ایالات متحده آمریکا بود. وی در سال ۱۸۴۲ تا ۱۸۴۳ میلادی سناتور ایالت نیوهمپشایر در سنای ایالات متحده آمریکا بود.